# Colibri topaze
Topaza pella
Espèce
Statut de conservation UICN

 LC  : Préoccupation mineure
Statut CITES
Le Colibri topaze (Topaza pella) est une espèce de colibris de la sous-famille des Trochilinae.

## Distribution
Le Colibri topaze se trouve dans le nord du Brésil et le plateau des Guyanes.

Carte de répartition de l'espèce

## Référence
(en) « Neotropical Birds Online », Cornell Lab of Ornithology, 2 mai 2011